# Dylan Nahi
Dylan Nahi, né le 30 novembre 1999 à Paris, est un handballeur international français évoluant au poste d'ailier gauche au KS Kielce.
Le 28 janvier 2024, il devient champion d'Europe avec l'équipe de France.

## Biographie
Particulièrement précoce, il n'a que 15 ans lorsqu'il joue son premier match avec l'équipe professionnelle du Paris Saint-Germain à l'occasion de l'Eurotournoi en août 2015,. Après avoir signé son premier contrat professionnel à Paris en 2016, il est à 17 ans et 185 jours le plus jeune joueur jamais inscrit sur une feuille de match dans un Final Four de la Ligue des champions 2016-2017
En octobre 2017, il est appelé pour la première fois en équipe de France A afin de participer à la Golden League. À cette occasion, il devient à 17 ans, 10 mois et 26 jours le plus jeune joueur appelé en Bleu et marque ses 5 premiers buts.
En avril 2019, il signe un contrat de 4 ans avec le club polonais du KS Kielce à compter de 2021.

### Vie privée
Dylan Nahi est père de deux enfants.

## Palmarès

### En club
Compétitions internationales
- Finaliste de la Ligue des champions (3) : 2017, 2022, 2023

Compétitions nationales
- Vainqueur du Championnat de France (5) : 2017, 2018, 2019, 2020, 2021
- Vainqueur de la Coupe de la Ligue (3) : 2017, 2018, 2019
- Vainqueur de la Coupe de France (2) : 2018, 2021
- Vainqueur du Trophée des champions (1) : 2016
- Vainqueur du Championnat de Pologne (1) : 2022

### En équipes nationales
Équipe de France A
- Médaille d'argent au championnat du monde 2023
- 4e place au championnat d'Europe 2022
- Médaille d'or au championnat d'Europe 2024
- Médaille de bronze au championnat du monde 2025

Équipes de France des -21 ans et des -19 ans
- Médaille d'or au Championnat du monde junior en 2019
- Médaille d'argent au Championnat d'Europe junior en 2018 (en)
- Médaille d'or au championnat du monde jeunes en 2017
- Médaille d'or au Championnat d'Europe jeunes en 2016

### Distinctions individuelles
- élu meilleur ailier gauche du  championnat du monde 2025
- élu meilleur ailier gauche du Championnat d'Europe junior 2018 (en)
- élu meilleur ailier gauche du Championnat du monde junior 2019
- élu meilleur espoir de la Ligue des champions 2020-2021